# اچ‌ام‌اس کالیپسو (۱۸۸۳)
اچ‌ام‌اس کالیپسو (۱۸۸۳) (به انگلیسی: HMS Calypso (1883)) یک کشتی بود که طول آن ۲۳۵ فوت (۷۲ متر) بود. این کشتی در سال ۱۸۸۳ ساخته شد.